# Chorizopes trimamillatus
Chorizopes trimamillatus là một loài nhện trong họ Araneidae.
Loài này thuộc chi Chorizopes. Chorizopes trimamillatus được Ehrenfried Schenkel-Haas miêu tả năm 1963.